# Campo di crateri di Rio Cuarto
Il campo di crateri di Rio Cuarto sono un gruppo di depressioni situate nella provincia di Córdoba, in Argentina: ci sono attualmente discussioni sulla causa di queste strutture, meteorica seconda alcuni, erosioni eoliche del terreno, che formano molte strutture simili in quella regione, secondo altri: questa voce descrive la teoria meteorica.

## Scoperta
Nel 1990, il Capitano Ruben Lianza dell'Aeronautica Militare dell'Argentina, astronomo dilettante, inviò un resoconto ad una pubblicazione astronomica con allegate foto aeree di un gruppo di depressioni del terreno di forma allungata situate vicino alla città di Río Cuarto, nella provincia di Cordoba, in Argentina. Queste depressioni sono molto simili ai crateri prodotti in laboratorio nelle simulazioni di impatti a bassa angolazione col suolo: strutture simili esistono sulla Luna, Marte e Venere ma non se ne conoscevano ancora di similari sulla Terra. Le depressioni erano conosciute da lungo tempo dai geologi argentini, ma fino alla segnalazione del Capitano Lianza, nessuno le aveva studiate seriamente. Campioni di materiali raccolti nelle depressioni hanno mostrato la presenza di materiali alterati da shock da impatto, assieme vennero raccolti anche ciottoli di chiara origine meteorica. Un gruppo di ricercatori statunitensi andò a studiare queste strane depressioni in collaborazione col Capitano Lianza e studiosi argentini.

## Caratteristiche
Ci sono dieci depressioni, quattro sono di dimensioni nettamente maggiori delle altre: una delle quattro, è chiamata La goccia, ha una larghezza di 200 metri ed è lunga 600 metri; due portano il nome di Il gemello dell'Est e Il gemello dell'Ovest, hanno una larghezza di circa 700 metri e una lunghezza di 3,5 chilometri e sono situate a 5 chilometri a nord-est della prima; la quarta è chiamata Il bacino del Nord e ha dimensioni ridotte della metà rispetto a quelle dei due gemelli ed è situata a 11 chilometri a nord-est dei Gemelli: gli assi maggiori delle depressioni sono tutte puntate verso il nord-est.

## Formazione
Si ritiene che le depressioni sono state create dall'impatto di un gruppo di meteoroidi che hanno toccato il suolo con un angolo bassissimo, quasi radente ad esso, un'angolazione che i calcoli indicano rara: nella maggior parte dei casi gli impatti avvengono con un'angolazione di 45° o maggiore e i crateri risultanti sono quasi circolari poiché le onde d'urto che si generano da tali impatti si propagano simmetricamente; un impatto radente, invece, darà origine a un cratere ellittico con dispersione di frammenti a forma di ali di farfalla. Questi effetti sono stati confermati sia negli esperimenti in laboratorio, effettuati con proiettili sparati ad altissime velocità da macchinari speciali sia, più recentemente, tramite simulazioni
al computer. Nell'impatto a bassa angolazione, il meteoroide può far schizzare via frammenti che creeranno impatti e conseguenti crateri secondari.
I modelli dell'evento di Río Cuarto suggeriscono che l'oggetto ha colpito il suolo con angolo di non più di 15 gradi sull'orizzontale, liberando un'energia dieci volte più alta di quella dell'evento che ha creato il Meteor crater e trenta volte più di quella dell'evento di Tunguska. Anche se l'età dei crateri non è ancora stata determinata precisamente, si ritiene che abbiano circa 10.000 anni, risalendo all'inizio dell'Olocene.

## Effetti
Secondo le ricostruzioni, il meteoroide veniva da nord-est, luminoso quanto il Sole, colpì il suolo sul sito de Il bacino del Nord, generando un mare di fuoco largo 10 chilometri e lungo 50 chilometri, scagliando frammenti che hanno dato origine al Il gemello dell'Est, al Il gemello dell'Ovest e alla La goccia'. Questo mare di fuoco incenerì tutte le forme di vita attorno a sé con una tempesta di fuoco con un profilo sul suolo a forma parabolica che ha generato venti violentissimi che hanno cancellato le tipiche tracce ad ali di farfalla caratteristiche degli impatti a basso angolo d'impatto.
Si ritiene che il meteoroide che ha creato le depressioni di Rio Cuarto sia stato una condrite carbonosa. L'impatto probabilmente ha liberato enormi quantità di monossido di carbonio, un gas estremamente tossico e letale già in basse percentuali, che ha sterminato la fauna selvatica della zona, aiutato in questo da un'ingente concentrazione di ossidi nitrici
generati dalla ionizzazione causata dal passaggio del meteoroide attraverso l'atmosfera. È probabile che questo evento abbia creato serie perturbazioni atmosferiche e può perfino aver avuto un effetto, di breve durata, sul clima globale.